# Samern
Samern es un municipio situado en el distrito de Condado de Bentheim, en el estado federado de Baja Sajonia (Alemania), a una altitud de 36 metros. Su población a finales de 2016 era de unos 730 habitantes y su densidad poblacional, 30 hab/km².
Se encuentra ubicado a poca distancia al este de Países Bajos y al norte del estado de Renania del Norte-Westfalia.